# Representació dels colors

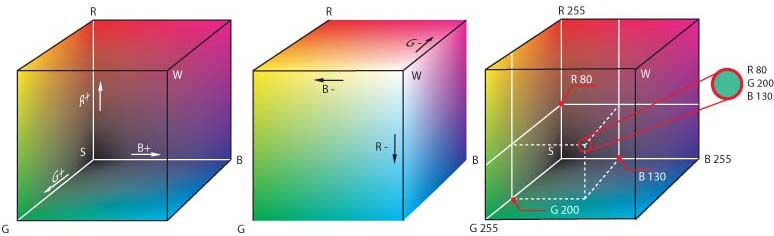
Cub RGB

La representació dels colors és un mètode per identificar de la manera més precisa possible un color, a partir d'un codi definit de taula d'associacions estàndard, o un nombre o sèrie de nombres relacionats directament amb les magnituds físiques que són la base d'una visió de colors; aquest requisit és necessari en moltes de les activitats humanes, com ara la producció de gràfics i el contingut editorial o la construcció.
Per a la base de la representació dels colors hi ha mètodes de codificació que associen a cada color un codi arbitrari o un codi calculat.
Un exemple de mètode de codificació arbitrària és el símbol que el productor de pintures col·loca sobre l'envàs del producte. La taula d'associació, per tant, és un catàleg del fabricant on cada una de les mostres de color s'associa amb un símbol que representa el seu codi únic. Un altre exemple conegut d'aquest mètode de codificació és l'escala de Pantone.
D'altra banda, un mètode de codificació calculat es basa en la definició física dels competidors per aconseguir el color (com la intensitat d'un feix de llum o la densitat de la tinta) i fórmula matemàtica per obtenir-ne un codi numèric únic; en matemàtiques es pot representar un fenomen que depèn de diverses mides amb una taula en diverses dimensions, aquestes representacions es defineixen a l'espai de color; però el problema és que la pantalla de visualització dels colors té anormalitats instrumentals, de manera que una mateixa codificació calculada es calcula de diferents maneres per a dos dispositius que poden basar-se en el mateix mecanisme.